# Chuck (Fernsehserie)/Episodenliste
Diese Episodenliste enthält alle Episoden der US-amerikanischen Actionserie Chuck sortiert nach der US-amerikanischen Erstausstrahlung. Zwischen 2007 und 2011 entstanden in fünf Staffeln insgesamt 91 Episoden mit einer Länge von jeweils etwa 42 Minuten. Ihre Premiere hatte die Serie am 24. September 2007 auf dem Fernsehsender NBC und die deutschsprachige Erstausstrahlung war am 23. Juni 2009 auf dem Schweizer Sender SF zwei.

## Übersicht
| Staffel | Episodenanzahl | Erstausstrahlung USA | Erstausstrahlung USA | Deutschsprachige Erstausstrahlung | Deutschsprachige Erstausstrahlung |
| Staffel | Episodenanzahl | Staffelpremiere      | Staffelfinale        | Staffelpremiere                   | Staffelfinale                     |
| ------- | -------------- | -------------------- | -------------------- | --------------------------------- | --------------------------------- |
| 1       | 13             | 24. September 2007   | 24. Januar 2008      | 23. Juni 2009                     | 14. Juli 2009                     |
| 2       | 22             | 29. September 2008   | 27. April 2009       | 13. April 2010                    | 13. Mai 2010                      |
| 3       | 19             | 10. Januar 2010      | 24. Mai 2010         | 20. April 2012                    | 16. Mai 2012                      |
| 4       | 24             | 20. September 2010   | 16. Mai 2011         | 17. Mai 2012                      | 13. Juli 2012                     |
| 5       | 13             | 28. Oktober 2011     | 27. Januar 2012      | 21. Dezember 2012                 | 8. Januar 2013                    |

## Staffel 1
Die Erstausstrahlung der ersten Staffel wurde vom 24. September 2007 bis zum 24. Januar 2008 auf dem US-amerikanischen Sender NBC gesendet. Die deutschsprachige Erstausstrahlung wurde vom 23. Juni bis zum 14. Juli 2009 auf dem Schweizer Fernsehsender SF zwei gesendet. Die deutsche Erstausstrahlung wurde vom 22. August bis zum 21. November 2009 auf ProSieben gesendet.
| Nr. (ges.) | Nr. (St.) | Deutscher Titel                   | Originaltitel                         | Erstausstrahlung USA | Deutschsprachige Erstausstrahlung (CH) | Regie                 | Drehbuch                         |
| --- | --------- | --------------------------------- | ------------------------------------- | -------------------- | -------------------------------------- | --------------------- | -------------------------------- |
| 1 | 1         | Pilot                             | Pilot / Chuck Versus the Intersect    | 24. Sep. 2007        | 23. Juni 2009                          | McG                   | Josh Schwartz & Chris Fedak      |
| Chuck Bartowski hat in Stanford Ingenieurwesen studiert, wurde aber wegen seines ehemaligen besten Freundes Bryce Larkin noch vor seinem Abschluss vom College geworfen. Deshalb arbeitet er jetzt, fünf Jahre später, in der Nerd-Herd-Abteilung des Elektronikfachgeschäfts ‚Buy More‘. Zu seinem Geburtstag kommt eine E-Mail von Bryce, der mittlerweile ein abtrünniger CIA-Spion ist, in der sämtliche Regierungsgeheimnisse in einem Programm – dem Intersect – in Bildern verschlüsselt, gespeichert sind. Gleich nach der Versendung der E-Mail wird Bryce von dem NSA-Agenten John Casey scheinbar getötet. Da bei dem Versuch der CIA, Chucks Computer mitsamt dem Intersect zurückzuholen, dieser zerstört wird, wird CIA-Agentin Sarah Walker beauftragt Chuck in CIA gewahrsam zu bringen um herauszufinden, weshalb Bryce ihm den Intersect geschickt hat. Da die NSA denselben Plan hat, ergeben sich einige Kämpfe zwischen den Geheimdiensten, wer Chuck denn nun bekommen soll, bis Chuck plötzlich durch einen „Geistesblitz“ auf die Daten des Intersects zugreifen, und mit diesen Informationen ein Attentat verhindern kann. CIA und NSA erkennen, dass der gesamte Intersect in Chucks Gehirn gespeichert ist, und platzieren daher jeweils einen ihrer Agenten undercover in Chucks Leben, um den Intersect zu beschützen: Casey wird neuer Kollege von Chuck im Buy More, und Sarah spielt von nun an Chucks Freundin. |           |                                   |                                       |                      |                                        |                       |                                  |
| 2 | 2         | Chuck gegen den Helikopter        | Chuck Versus the Helicopter           | 1. Okt. 2007         | 24. Juni 2009                          | Robert Duncan McNeill | Josh Schwartz & Chris Fedak      |
| Sarah ist zur Tarnung gegenüber vom Buy More im ‚Wienerlicious‘ angestellt und spielt Chucks Freundin. Sie geht mit ihm erneut auf ein Date, damit er NSA-Wissenschaftler Doktor Zarnow versuchen kann, den Intersect aus Chucks Kopf zu bekommen. Sarah und Casey stellen sicher, dass der Doktor Chucks Identität zum beidseitigen Schutz nicht herausfindet. In der Nacht nach der ersten Sitzung wird der Doktor in seinem Auto mit einem NSA-Handysprengsatz ermordet. Sarah und Casey verdächtigen sich gegenseitig und verbieten Chuck den Umgang mit dem jeweils anderen. Als ein weiterer Handysprengsatz in Caseys Wagen gezündet wird, verdächtigen Chuck und Casey Sarah. Diese ist in diesem Moment bei Chucks bestem Freund Morgan, Chucks Schwester Ellie und ihrem Freund 'Kapitän Abgefahren' (eng.: 'Captain Awesome'), um gemeinsam zu essen. Cuck vermutet, dass Sarah den Nachtisch vergiftet hat, und setzt diesen mit einem Trick in Brand. Es stellt sich heraus, dass weder Sarah noch Casey Zarnow umgebracht hat, sondern dass er seinen Tod nur vorgetäuscht hat, um Sarah entführen zu können und zu foltern, bis sie ihm Chucks Identität verrät. Als Casey und Chuck Sarah retten wollen, enttarnt Chuck sich selbst und findet mit einem Geistesblitz heraus, dass Zarnow seit Jahren amerikanische Wissenschaftsgeheimnisse an Nordkorea verrät. Dieser betäubt ihn daraufhin und versucht, ihn in einem Helikopter zu entführen. Der Betäubungspfeil wird jedoch von Chucks Nerd-Herd-Namensschild abgefangen, sodass er bald wieder aufwacht und den Piloten und Zarnow ebenfalls betäuben kann. Mit Sarahs Hilfe schafft er es, den Helikopter sicher zu landen. Die Episode endet mit Bryces Begräbnis und NSA-General Beckmans Nachricht an Casey, dass er, wenn der neue Intersect fertiggestellt ist, Chuck umbringen soll. |           |                                   |                                       |                      |                                        |                       |                                  |
| 3 | 3         | Chuck gegen den Tango             | Chuck Versus the Tango                | 8. Okt. 2007         | 25. Juni 2009                          | Jason Ensler          | Matthew Miller                   |
| In dem Rahmen eines aus dem Iran stammenden Bildes wird Plutonium bis zu einer Kunst-Auktion in Los Angeles geschmuggelt. Dort will der Waffenhändler La Ciudad, von dem nicht einmal ein Foto existiert, weil alle, die sein Gesicht gesehen haben, ermordet wurden, das Bild einschließlich Plutonium ersteigern. Auf der Kunstauktion denkt Chuck aufgrund eines Geistesblitzes, La Ciudad gefunden zu haben, und Sarah beginnt eine Unterhaltung, wird jedoch nach kurzer Zeit mit einer Pistole im Rücken auf das Dach geleitet. Casey eilt zu ihrer Befreiung; auf dem Dach stellt sich jedoch heraus, dass der vermeintliche La Ciudad und sein Team in Wirklichkeit internationale Agenten sind. Währenddessen verrät sich Chuck teilweise gegenüber der Frau Milena, weil er ihr sagt, dass er sich mehr für den Rahmen als für das Bild interessiert und sein Deckname Charles Carmichael durch Morgan am Telefon aufgedeckt wird. Als Chuck beim Tanzen eine Wunde an Milenas Hals entdeckt, wird ihm mit einem Geistesblitz klar, dass sie La Ciudad ist. Milena nimmt Chuck mit ihren zwei Bodyguards mit auf ihr Zimmer und verhört ihn. Seine Uhr mit GPS-Peilsender rettet ihn, weil Sarah und Casey ihn rechtzeitig ausfindig machen können. Am Tag darauf versucht sie Chuck auszuschalten, indem sie ihre Bodyguards ins Buy More schickt und selbst mit einem Scharfschützengewehr auf das Dach des Wienerlicious klettert. Die beiden Bodyguards werden von Casey erledigt und La Ciudad begegnet auf ihrem Weg zum Dach Sarah, die ihr folgt und auf dem Dach mit ihr kämpft und sie besiegt. |           |                                   |                                       |                      |                                        |                       |                                  |
| 4 | 4         | Chuck gegen den Yeti              | Chuck Versus the Wookiee              | 15. Okt. 2007        | 26. Juni 2009                          | Allan Kroeker         | Allison Adler                    |
| Carina, Sarahs Freundin, ehemalige Kollegin und DEA-Agentin, trifft sich mit Sarah, weil sie den Auftrag hat, einen Drogendiamanten zu stehlen. General Beckman gibt den Auftrag, Carina zu unterstützen. Diese erzählt Chuck, dass Sarah und Bryce ein Paar waren, was im Fortgang der Episode für Komplikationen sorgt. Um den genauen Aufbewahrungsort des Diamanten in Erfahrung zu bringen, gehen Chuck, Sarah und Carina zu einer Party des Eigentümers Peyman. Während die Party draußen stattfindet, dringen sie zu dritt in die Villa ein und lokalisieren den Diamanten. Peyman ertappt sie, als sie gerade vor dem Diamanten stehen. Sarah lenkt ihn ab, sodass Chuck und Carina die Sicherheitsvorkehrungen genauer prüfen können. Carina beschließt zu improvisieren und stiehlt den Diamanten. Sie gibt ihn Chuck und schaltet mit Sarah die Wachen aus und sie fliehen zum Strand. Weil Sarah nicht ehrlich gegenüber ihm war, gibt Chuck den Diamanten Carina, die flieht und Chuck und Sarah am Strand zurücklässt. Sie werden von Casey gerettet; er hat auch einen Sender in Carinas Handy gebaut, sodass er sie verfolgen kann. Er spürt sie in ihrem Hotel auf und verlangt den Diamanten, sie hat ihn jedoch heimlich in Morgans Tasche gesteckt, als dieser gerade im Hotel war. Das erzählt sie Casey nicht, sondern sie fordert ihn zu einer Leibesvisitation auf. Weil Casey lange nichts von sich hören lässt, sucht Sarah nach ihm und findet ihn in Boxershorts und T-Shirt an Carinas Bett gefesselt. Währenddessen findet Chuck den Diamanten in Morgans Tasche und bekommt einen Geistesblitz. Dieser sagt ihm, dass der Diamant kein Drogendiamant, sondern dazu bestimmt ist, Waffen für afghanische Terroristen zu kaufen. Carina versucht Chuck den Diamanten zu stehlen, dieser überzeugt sie aber, Sarah zu retten, die von Peyman im Hotel festgehalten wird. Peyman will nur den Diamanten und bedroht auch Chuck und Carina mit vielen seiner Agenten. Sarah und Carina schaffen es, die Gegner auszuschalten, während Chuck mit dem Diamanten davonrennt und ihn versehentlich an eine unbekannte Adresse verschickt. Am Ende der Folge sieht man, dass der Diamant zu General Beckman nach Washington D.C. verschickt wurde. Außerdem deutet Carina bei ihrem Abschied darauf hin, dass Sarah in Chuck verliebt ist. |           |                                   |                                       |                      |                                        |                       |                                  |
| 5 | 5         | Chuck gegen die Shrimps           | Chuck Versus the Sizzling Shrimp      | 22. Okt. 2007        | 30. Juni 2009                          | David Solomon         | Scott Rosenbaum                  |
| Morgan will mit Chuck, Sarah und Ellie einen 'Morgan-Abend' machen. Dazu geht er mit Sarah und Chuck ins chinesische Restaurant 'Bamboo Dragon' um Sizzling Shrimps zu holen. Wegen einer privaten Veranstaltung haben sie jedoch für normale Kunden geschlossen; aber Morgan geht in die Küche und holt sich dort welche. In der Küche bekommt Chuck einen Geistesblitz bei einer Bedienung, die die chinesische Superspionin Mei-Ling ist. Chuck glaubt, dass sie hier ist, um den Besitzer von halb Chinatown, Ben Lo Pan, zu töten. Mei-Ling führt ihren Anschlag in einem Club durch, und obwohl der Ben Lo Pan im Rollstuhl sitzt und ein alter Mann ist, kann er sich mit Chucks Hilfe retten. Dabei sieht Chuck, dass ein Chinese gefesselt in den Kofferraum des Autos gelegt wird, das Lo Pan in Sicherheit bringt. Mei-Ling kommt bei der Abfahrt aus dem Club gestürmt und klärt Chuck darüber auf, dass der Rollstuhlfahrer ein Mitglied bei den Triaden, der Chinesenmafia, und der Mann im Kofferraum ihr Bruder ist. Am Tag darauf ruft Mei-Ling Chuck im Buy More an und sagt ihm, dass ihr Bruder wegen eines Ultimatums nur noch sieben Stunden leben wird. Chuck erzählt dies Sarah und Casey, die darauf das Buy More nach ihr durchsuchen. Mei-Ling verkleidet sich als Lieferantin und konfrontiert Chuck noch einmal, diesmal in Anwesenheit von Casey und Sarah, und Chuck macht ihr den Vorschlag, dass sein Team bei der Befreiung ihres Bruders hilft, wenn sie überläuft. Sie lässt sich darauf ein und geht mit Sarah und Casey zu Lo Pans Villa; der leichte Weg in die Villa hinein war aber ein Hinterhalt und die drei Agenten werden gefangen genommen und ins Bamboo Dragon gebracht. Chuck lenkt die Wächter mit einem Feuerwerk ab und befreit alle. Die drei Spitzenspione schalten alle Wächter aus und nehmen Lo Pan diesmal wirklich gefangen. Leider hat Chuck während der Mission den wichtigsten Feiertag von ihm und Ellie verpasst, ihren Muttertag, an dem ihre Mutter sie verlassen hat. Chuck klärt es, indem er den Muttertag am Tag darauf nachholt. |           |                                   |                                       |                      |                                        |                       |                                  |
| 6 | 6         | Chuck gegen den Sandwurm          | Chuck Versus the Sandworm             | 29. Okt. 2007        | 1. Juli 2009                           | Robert Duncan McNeill | Phil Klemmer                     |
| Chuck trifft auf den talentierten, jedoch abtrünnigen CIA-Agenten Laszlo Mahnovski. Dieser gewinnt – unter anderem indem er Wanzen in Chucks Wohnung findet – sein Vertrauen und warnt ihn eindringlich vor seinen beiden Beschützern Sarah und Casey. Zeitgleich verliert der gestresste Chuck die Geduld mit Morgan, der sich vornimmt, endlich erwachsen zu werden. |           |                                   |                                       |                      |                                        |                       |                                  |
| 7 | 7         | Chuck gegen die Vergangenheit     | Chuck Versus the Alma Mater           | 5. Nov. 2007         | 2. Juli 2009                           | Patrick Norris        | Anne Cofell Saunders             |
| 8 | 8         | Chuck gegen die Wahrheit          | Chuck Versus the Truth                | 12. Nov. 2007        | 7. Juli 2009                           | Robert Duncan McNeill | Allison Adler                    |
| 9 | 9         | Chuck gegen die Salami            | Chuck Versus the Imported Hard Salami | 19. Nov. 2007        | 6. Juli 2009                           | Jason Ensler          | Scott Rosenbaum & Matthew Miller |
| 10 | 10        | Chuck gegen den schwarzen Freitag | Chuck Versus the Nemesis              | 26. Nov. 2007        | 9. Juli 2009                           | Allison Liddi-Brown   | Chris Fedak                      |
| 11 | 11        | Chuck gegen das Falschgeld        | Chuck Versus the Crown Vic            | 3. Dez. 2007         | 10. Juli 2009                          | Chris Fisher          | Zev Borow                        |
| 12 | 12        | Chuck gegen die Undercover-Liebe  | Chuck Versus the Undercover Lover     | 24. Jan. 2008        | 13. Juli 2009                          | Fred Toye             | Phil Klemmer                     |
| 13 | 13        | Chuck gegen den Fisch             | Chuck Versus the Marlin               | 24. Jan. 2008        | 14. Juli 2009                          | Allan Kroeker         | Matthew Lau                      |

## Staffel 2
Die Erstausstrahlung der zweiten Staffel wurde vom 29. September 2008 bis zum 27. April 2009 auf dem US-amerikanischen Sender NBC gesendet. Die deutschsprachige Erstausstrahlung wurde vom 13. April bis zum 13. Mai 2010 auf dem Schweizer Fernsehsender SF zwei gesendet.
| Nr. (ges.) | Nr. (St.) | Deutscher Titel                  | Originaltitel                    | Erstausstrahlung USA | Deutschsprachige Erstausstrahlung (CH) | Regie                 | Drehbuch                         |
| ---------- | --------- | -------------------------------- | -------------------------------- | -------------------- | -------------------------------------- | --------------------- | -------------------------------- |
| 14         | 1         | Chuck gegen das erste Date       | Chuck Versus the First Date      | 29. Sep. 2008        | 13. Apr. 2010                          | Jason Ensler          | Josh Schwartz & Chris Fedak      |
| 15         | 2         | Chuck gegen die schwarze Witwe   | Chuck Versus the Seduction       | 6. Okt. 2008         | 14. Apr. 2010                          | Allan Kroeker         | Matthew Miller                   |
| 16         | 3         | Chuck gegen alle Vernunft        | Chuck Versus the Break-Up        | 13. Okt. 2008        | 15. Apr. 2010                          | Robert Duncan McNeill | Scott Rosenbaum                  |
| 17         | 4         | Chuck gegen das Partygirl        | Chuck Versus the Cougars         | 20. Okt. 2008        | 16. Apr. 2010                          | Patrick Norris        | Allison Adler                    |
| 18         | 5         | Chuck gegen Tom Sawyer           | Chuck Versus Tom Sawyer          | 27. Okt. 2008        | 19. Apr. 2010                          | Norman Buckley        | Phil Klemmer                     |
| 19         | 6         | Chuck gegen die Ex               | Chuck Versus the Ex              | 10. Nov. 2008        | 20. Apr. 2010                          | Jay Chandrasekhar     | Zev Borow                        |
| 20         | 7         | Chuck gegen die Oper             | Chuck Versus the Fat Lady        | 17. Nov. 2008        | 21. Apr. 2010                          | Jeffrey G. Hunt       | Matthew Lau                      |
| 21         | 8         | Chuck gegen Jill                 | Chuck Versus the Gravitron       | 24. Nov. 2008        | 22. Apr. 2010                          | Allison Liddi-Brown   | Chris Fedak                      |
| 22         | 9         | Chuck gegen die innere Ruhe      | Chuck Versus the Sensei          | 1. Dez. 2008         | 23. Apr. 2010                          | Jonas Pate            | Anne Cofell Saunders             |
| 23         | 10        | Chuck gegen zehn Millionen       | Chuck Versus the Delorean        | 8. Dez. 2008         | 26. Apr. 2010                          | Ken Whittingham       | Matthew Miller                   |
| 24         | 11        | Chuck gegen den Weihnachtsmann   | Chuck Versus Santa Claus         | 15. Dez. 2008        | 28. Apr. 2010                          | Robert Duncan McNeill | Scott Rosenbaum                  |
| 25         | 12        | Chuck gegen die dritte Dimension | Chuck Versus the Third Dimension | 2. Feb. 2009         | 29. Apr. 2010                          | Robert Duncan McNeill | Chris Fedak                      |
| 26         | 13        | Chuck gegen die braven Bürger    | Chuck Versus the Suburbs         | 16. Feb. 2009        | 30. Apr. 2010                          | Jay Chandrasekhar     | Phil Klemmer                     |
| 27         | 14        | Chuck gegen Morgan               | Chuck Versus the Best Friend     | 23. Feb. 2009        | 3. Mai 2010                            | Peter Lauer           | Allison Adler                    |
| 28         | 15        | Chuck gegen den Muskelprotz      | Chuck Versus the Beefcake        | 2. März 2009         | 4. Mai 2010                            | Patrick Norris        | Matthew Miller & Scott Rosenbaum |
| 29         | 16        | Chuck gegen Lethal Weapon        | Chuck Versus the Lethal Weapon   | 9. März 2009         | 5. Mai 2010                            | Allan Kroeker         | Zev Borow & Matthew Lau          |
| 30         | 17        | Chuck gegen Beckmann             | Chuck Versus the Predator        | 23. März 2009        | 6. Mai 2010                            | Jeremiah Chechik      | Chris Fedak                      |
| 31         | 18        | Chuck gegen das gebrochene Herz  | Chuck Versus the Broken Heart    | 30. März 2009        | 7. Mai 2010                            | Kevin Bray            | Allison Adler                    |
| 32         | 19        | Chuck gegen den Traumjob         | Chuck Versus the Dream Job       | 6. Apr. 2009         | 10. Mai 2010                           | Robert Duncan McNeill | Phil Klemmer & Cory Nickerson    |
| 33         | 20        | Chuck gegen die große Lüge       | Chuck Versus the First Kill      | 13. Apr. 2009        | 11. Mai 2010                           | Norman Buckley        | Scott Rosenbaum                  |
| 34         | 21        | Chuck gegen den Colonel          | Chuck Versus the Colonel         | 20. Apr. 2009        | 12. Mai 2010                           | Peter Lauer           | Matthew Miller                   |
| 35         | 22        | Chuck gegen das Ende             | Chuck Versus the Ring            | 27. Apr. 2009        | 13. Mai 2010                           | Robert Duncan McNeill | Chris Fedak & Allison Adler      |

## Staffel 3
Die Erstausstrahlung der dritten Staffel wurde vom 10. Januar bis zum 24. Mai 2010 auf dem US-amerikanischen Sender NBC gesendet. Die deutschsprachige Erstausstrahlung sendete der Schweizer Sender SF zwei vom 20. April bis zum 16. Mai 2012.
| Nr. (ges.) | Nr. (St.) | Deutscher Titel                   | Originaltitel                       | Erstausstrahlung USA | Deutschsprachige Erstausstrahlung (CH) | Regie                    | Drehbuch                        |
| ---------- | --------- | --------------------------------- | ----------------------------------- | -------------------- | -------------------------------------- | ------------------------ | ------------------------------- |
| 36         | 1         | Chuck gegen den Rauswurf          | Chuck Versus the Pink Slip          | 10. Jan. 2010        | 20. Apr. 2012                          | Robert Duncan McNeill    | Chris Fedak & Matt Miller       |
| 37         | 2         | Chuck gegen die drei Worte        | Chuck Versus the Three Words        | 10. Jan. 2010        | 23. Apr. 2012                          | Peter Lauer              | Allison Adler & Scott Rosenbaum |
| 38         | 3         | Chuck gegen den Engel des Todes   | Chuck Versus the Angel de la Muerte | 11. Jan. 2010        | 24. Apr. 2012                          | Jeremiah Chechik         | Phil Klemmer                    |
| 39         | 4         | Chuck gegen die Familie           | Chuck Versus Operation Awesome      | 18. Jan. 2010        | 25. Apr. 2012                          | Robert Duncan McNeill    | Zev Borow                       |
| 40         | 5         | Chuck gegen die First Class       | Chuck Versus First Class            | 25. Jan. 2010        | 26. Apr. 2012                          | Fred Toye                | Chris Fedak                     |
| 41         | 6         | Chuck gegen seine Natur           | Chuck Versus the Nacho Sampler      | 1. Feb. 2010         | 27. Apr. 2012                          | Allan Kroeker            | Matt Miller & Scott Rosenbaum   |
| 42         | 7         | Chuck gegen die Maske             | Chuck Versus the Mask               | 8. Feb. 2010         | 30. Apr. 2012                          | Michael Schultz          | Phil Klemmer                    |
| 43         | 8         | Chuck gegen die falsche Identität | Chuck Versus the Fake Name          | 1. März 2010         | 1. Mai 2012                            | Jeremiah Chechik         | Allison Adler                   |
| 44         | 9         | Chuck gegen das Pech              | Chuck Versus the Beard              | 8. März 2010         | 2. Mai 2012                            | Zachary Levi             | Scott Rosenbaum                 |
| 45         | 10        | Chuck gegen die Pille             | Chuck Versus the Tic Tac            | 15. März 2010        | 3. Mai 2012                            | Patrick Norris           | Rafe Judkins & Lauren LeFranc   |
| 46         | 11        | Chuck gegen den Abschlusstest     | Chuck Versus the Final Exam         | 22. März 2010        | 4. Mai 2012                            | Robert Duncan McNeill    | Zev Borow                       |
| 47         | 12        | Chuck gegen den Hengst            | Chuck Versus the American Hero      | 29. März 2010        | 7. Mai 2012                            | Jeremiah Chechik         | Matt Miller & Phil Klemmer      |
| 48         | 13        | Chuck gegen Superman              | Chuck Versus the Other Guy          | 5. Apr. 2010         | 8. Mai 2012                            | Peter Lauer              | Chris Fedak                     |
| 49         | 14        | Chuck gegen die Flitterwochen     | Chuck Versus the Honeymooners       | 26. Apr. 2010        | 9. Mai 2012                            | Robert Duncan McNeill    | Rafe Judkins & Lauren LeFranc   |
| 50         | 15        | Chuck gegen den Tiger             | Chuck Versus the Role Models        | 3. Mai 2010          | 10. Mai 2012                           | Fred Toye                | Phil Klemmer                    |
| 51         | 16        | Chuck gegen den Zahn              | Chuck Versus the Tooth              | 10. Mai 2010         | 11. Mai 2012                           | Daisy von Scherler Mayer | Zev Borow & Max Denby           |
| 52         | 17        | Chuck gegen den lebenden Toten    | Chuck Versus the Living Dead        | 17. Mai 2010         | 14. Mai 2012                           | Jay Chandrasekhar        | Lauren LeFranc & Rafe Judkins   |
| 53         | 18        | Chuck gegen den Ring, Teil 1      | Chuck Versus the Subway             | 24. Mai 2010         | 15. Mai 2012                           | Matt Shakman             | Allison Adler & Phil Klemmer    |
| 54         | 19        | Chuck gegen den Ring, Teil 2      | Chuck Versus the Ring, Part II      | 24. Mai 2010         | 16. Mai 2012                           | Robert Duncan McNeill    | Josh Schwartz & Chris Fedak     |

## Staffel 4
Die Erstausstrahlung der vierten Staffel wurde vom 20. September 2010 bis zum 16. Mai 2011 auf NBC gesendet. Die deutschsprachige Erstausstrahlung sendete der Schweizer Sender SF zwei vom 17. Mai bis zum 13. Juli 2012.
| Nr. (ges.) | Nr. (St.) | Deutscher Titel                       | Originaltitel                         | Erstausstrahlung USA | Deutschsprachige Erstausstrahlung (CH) | Regie                 | Drehbuch                              |
| ---------- | --------- | ------------------------------------- | ------------------------------------- | -------------------- | -------------------------------------- | --------------------- | ------------------------------------- |
| 55         | 1         | Chuck gegen das Jubiläum              | Chuck Versus the Anniversary          | 20. Sep. 2010        | 17. Mai 2012                           | Robert Duncan McNeill | Chris Fedak                           |
| 56         | 2         | Chuck gegen den Koffer                | Chuck Versus the Suitcase             | 27. Sep. 2010        | 18. Mai 2012                           | Gail Mancuso          | Rafe Judkins & Lauren LeFranc         |
| 57         | 3         | Chuck gegen den Ehering               | Chuck Versus the Cubic Z              | 4. Okt. 2010         | 21. Mai 2012                           | Norman Buckley        | Nicholas Wootton                      |
| 58         | 4         | Chuck gegen den Staatsstreich         | Chuck Versus the Coup D’Etat          | 11. Okt. 2010        | 22. Mai 2012                           | Robert Duncan McNeill | Kristin Newman                        |
| 59         | 5         | Chuck gegen den Scheintod             | Chuck Versus the Couch Lock           | 18. Okt. 2010        | 23. Mai 2012                           | Michael Schultz       | Henry Alonso Myers                    |
| 60         | 6         | Chuck gegen den Tunnel des Schreckens | Chuck Versus the Aisle of Terror      | 25. Okt. 2010        | 24. Mai 2012                           | John Scott            | Craig DiGregorio                      |
| 61         | 7         | Chuck gegen den ersten Streit         | Chuck Versus the First Fight          | 1. Nov. 2010         | 25. Mai 2012                           | Allan Kroeker         | Rafe Judkins & Lauren LeFranc         |
| 62         | 8         | Chuck gegen die Todesangst            | Chuck Versus the Fear of Death        | 15. Nov. 2010        | 29. Mai 2012                           | Robert Duncan McNeill | Nicholas Wootton                      |
| 63         | 9         | Chuck gegen die Phase Drei            | Chuck Versus Phase Three              | 22. Nov. 2010        | 30. Mai 2012                           | Anton Cropper         | Kristin Newman                        |
| 64         | 10        | Chuck gegen das Familiendinner        | Chuck Versus the Leftovers            | 29. Nov. 2010        | 31. Mai 2012                           | Zachary Levi          | Henry Alonso Myers                    |
| 65         | 11        | Chuck gegen den Balkon                | Chuck Versus the Balcony              | 17. Jan. 2011        | 7. Juni 2012                           | Jay Chandrasekhar     | Max Denby                             |
| 66         | 12        | Chuck gegen den Hochverrat            | Chuck Versus the Gobbler              | 24. Jan. 2011        | 18. Juni 2012                          | Milan Cheylov         | Craig DiGregorio                      |
| 67         | 13        | Chuck gegen die Hydra                 | Chuck Versus the Push Mix             | 31. Jan. 2011        | 19. Juni 2012                          | Peter Lauer           | Rafe Judkins & Lauren LeFranc         |
| 68         | 14        | Chuck gegen die unmögliche Verführung | Chuck Versus the Seduction Impossible | 7. Feb. 2011         | 20. Juni 2012                          | Patrick Norris        | Chris Fedak & Kristin Newman          |
| 69         | 15        | Chuck gegen die Miezen                | Chuck Versus the Cat Squad            | 14. Feb. 2011        | 21. Juni 2012                          | Paul Marks            | Nicholas Wootton                      |
| 70         | 16        | Chuck gegen den Maskenball            | Chuck Versus the Masquerade           | 21. Feb. 2011        | 22. Juni 2012                          | Patrick Norris        | Rafe Judkins & Lauren LeFranc         |
| 71         | 17        | Chuck gegen die Bank des Bösen        | Chuck Versus the First Bank of Evil   | 28. Feb. 2011        | 25. Juni 2012                          | Fred Toye             | Henry Alonso Myers & Craig DiGregorio |
| 72         | 18        | Chuck gegen das A-Team                | Chuck Versus the A-Team               | 14. März 2011        | 26. Juni 2012                          | Kevin Mock            | Phil Klemmer                          |
| 73         | 19        | Chuck gegen den Killer                | Chuck Versus the Muuurder             | 21. März 2011        | 5. Juli 2012                           | Allan Kroeker         | Alex Katsnelson & Kristin Newman      |
| 74         | 20        | Chuck gegen die Familie Volkoff       | Chuck Versus the Family Volkoff       | 11. Apr. 2011        | 9. Juli 2012                           | Robert Duncan McNeill | Amanda Kate Shuman & Nicholas Wootton |
| 75         | 21        | Chuck gegen den Trickbetrug           | Chuck Versus the Wedding Planner      | 18. Apr. 2011        | 10. Juli 2012                          | Anton Cropper         | Rafe Judkins & Lauren LeFranc         |
| 76         | 22        | Chuck gegen Agent X                   | Chuck Versus Agent X                  | 2. Mai 2011          | 11. Juli 2012                          | Robert Duncan McNeill | Phil Klemmer & Craig DiGregorio       |
| 77         | 23        | Chuck gegen die letzten Details       | Chuck Versus the Last Details         | 9. Mai 2011          | 12. Juli 2012                          | Peter Lauer           | Henry Alonso Myers & Kristin Newman   |
| 78         | 24        | Chuck gegen den Cliffhanger           | Chuck Versus the Cliffhanger          | 16. Mai 2011         | 13. Juli 2012                          | Robert Duncan McNeil  | Chris Fedak & Nicholas Wootton        |

## Staffel 5
Die Erstausstrahlung der fünften und letzten Staffel war vom 28. Oktober 2011 bis zum 27. Januar 2012 auf dem US-amerikanischen Sender NBC zu sehen. Die deutschsprachige Erstausstrahlung sendete der Pay-TV-Sender ProSieben Fun vom 21. Dezember 2012 bis zum 8. Januar 2013.
| Nr. (ges.) | Nr. (St.) | Deutscher Titel                          | Originaltitel                   | Erstausstrahlung USA | Deutschsprachige Erstausstrahlung (D) | Regie                 | Drehbuch                        |
| ---------- | --------- | ---------------------------------------- | ------------------------------- | -------------------- | ------------------------------------- | --------------------- | ------------------------------- |
| 79         | 1         | Chuck gegen den Zoom                     | Chuck Versus the Zoom           | 28. Okt. 2011        | 21. Dez. 2012                         | Robert Duncan McNeill | Chris Fedak & Nicholas Wootton  |
| 80         | 2         | Chuck gegen den bärtigen Banditen        | Chuck Versus the Bearded Bandit | 4. Nov. 2011         | 24. Dez. 2012                         | Patrick Norris        | Lauren LeFranc & Rafe Judkins   |
| 81         | 3         | Chuck gegen das Vergessen                | Chuck Versus the Frosted Tips   | 11. Nov. 2011        | 25. Dez. 2012                         | Paul Marks            | Phil Klemmer                    |
| 82         | 4         | Chuck gegen Viper                        | Chuck Versus the Business Trip  | 18. Nov. 2011        | 26. Dez. 2012                         | Allan Kroeker         | Kristin Newman                  |
| 83         | 5         | Chuck gegen das Kollektiv                | Chuck Versus the Hack Off       | 9. Dez. 2011         | 27. Dez. 2012                         | Zachary Levi          | Craig DiGregorio                |
| 84         | 6         | Chuck gegen den Fluch                    | Chuck Versus the Curse          | 16. Dez. 2011        | 28. Dez. 2012                         | Michael Schultz       | Alex Katsnelson                 |
| 85         | 7         | Chuck gegen das Weihnachtsmannkostüm     | Chuck Versus the Santa Suit     | 23. Dez. 2011        | 31. Dez. 2012                         | Peter Lauer           | Amanda Kate Shuman              |
| 86         | 8         | Chuck gegen das Baby                     | Chuck Versus the Baby           | 30. Dez. 2011        | 1. Jan. 2013                          | Matt Barber           | Rafe Judkins & Lauren LeFranc   |
| 87         | 9         | Chuck gegen den Mann für gewisse Stunden | Chuck Versus the Kept Man       | 6. Jan. 2012         | 2. Jan. 2013                          | Fred Toye             | Craig DiGregorio & Phil Klemmer |
| 88         | 10        | Chuck gegen Bo Derek                     | Chuck Versus Bo                 | 13. Jan. 2012        | 3. Jan. 2013                          | Jeremiah Chechik      | Kristin Newman                  |
| 89         | 11        | Chuck gegen den Hochgeschwindigkeitszug  | Chuck Versus the Bullet Train   | 20. Jan. 2012        | 4. Jan. 2013                          | Buzz Feitshans IV     | Nicholas Wootton                |
| 90         | 12        | Chuck gegen Sarah                        | Chuck Versus Sarah              | 27. Jan. 2012        | 7. Jan. 2013                          | Jay Chandrasekhar     | Rafe Judkins & Lauren LeFranc   |
| 91         | 13        | Chuck gegen den Abschied                 | Chuck Versus the Goodbye        | 27. Jan. 2012        | 8. Jan. 2013                          | Robert Duncan McNeill | Chris Fedak                     |